# لاختی ۱۴۹۸
سیارک ۱۴۹۸ (به انگلیسی: 1498 Lahti، نامگذاری:1938SK1) هزار و چهارصد و نود و هشتمین سیارک کشف شده‌است که در ۱۶ سپتامبر ۱۹۳۸ کشف شد.
قدر مطلق سیارک برابر ۱۱٫۷۰ است.